# Euplexia plumbeomarginata
Euplexia plumbeomarginata är en fjärilsart som beskrevs av George Francis Hampson 1895. Euplexia plumbeomarginata ingår i släktet Euplexia och familjen nattflyn. Inga underarter finns listade i Catalogue of Life.